# Oligarcas ucranianos

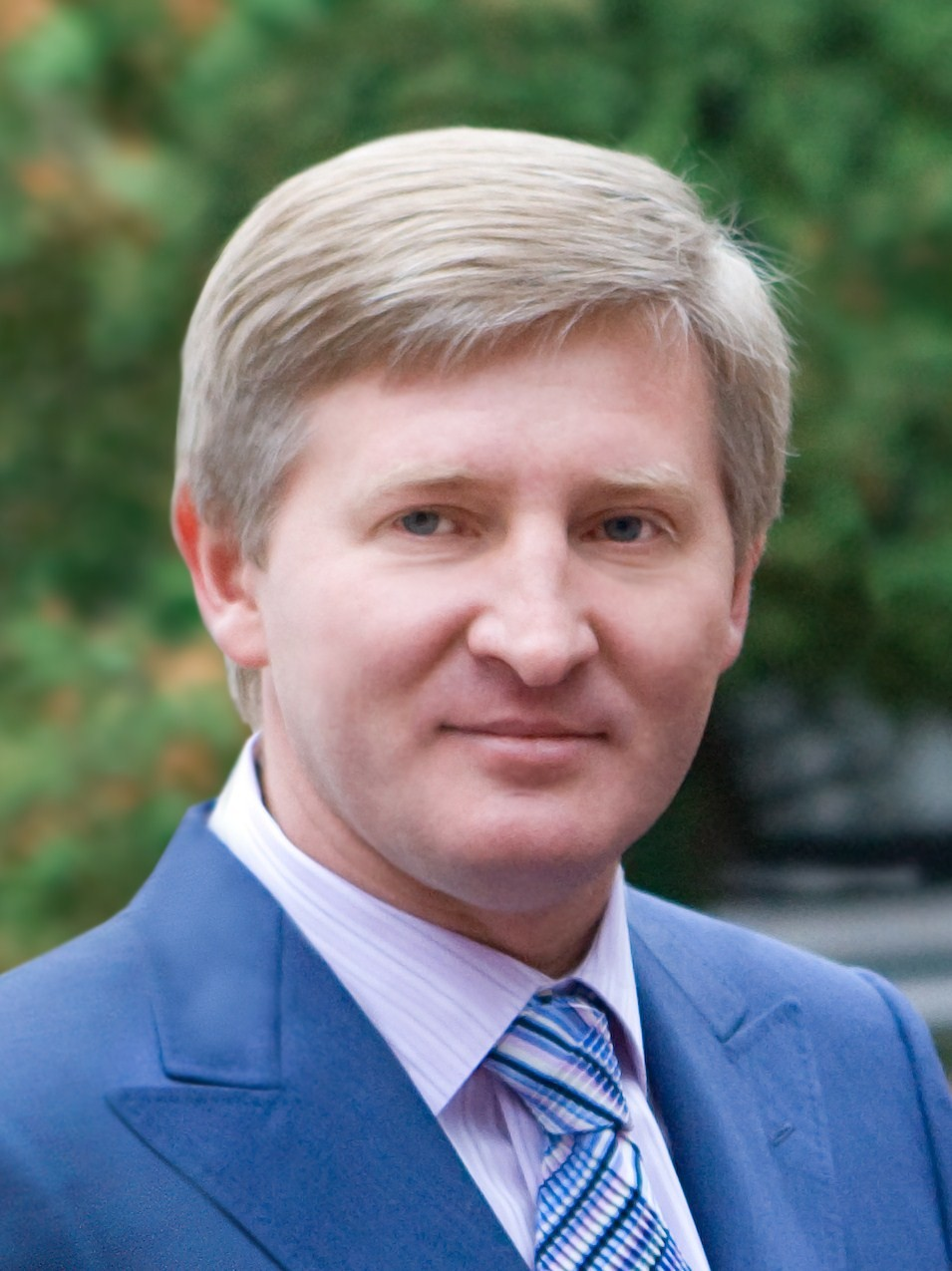
Rinat Akhmetov

Os oligarcas ucranianos são oligarcas empresariais que surgiram no cenário econômico e político da Ucrânia após o referendo de independência da Ucrânia em 1991. Neste período, a Ucrânia passou a ser uma economia de mercado, com a rápida privatização de ativos estatais. Esses desenvolvimentos refletiram os dos estados vizinhos pós-soviéticos após a dissolução da União Soviética. A influência dos oligarcas ucranianos na política interna e regional, particularmente seus vínculos com a Rússia, tem sido a fonte de críticas de fontes pró-ocidentais que criticam a falta de reforma política ou ação contra a corrupção na Ucrânia.
Em 2008, a riqueza combinada dos 50 oligarcas mais ricos da Ucrânia era igual a 85% do PIB da Ucrânia. Em novembro de 2013, esse número era de 45% (do PIB). Em 2015, devido à Guerra Russo-Ucraniana, o patrimônio líquido total dos cinco ucranianos mais ricos e influentes da época (Rinat Akhmetov, Viktor Pinchuk, Ihor Kolomoyskyi, Henadiy Boholyubov e Yuriy Kosiuk) havia caído de US$ 21,6 bilhões em 2014 para US$ 11,85 bilhões em junho de 2015 (Em 2014, o PIB ucraniano caiu 7%; em 2015, encolheu 12%).

## Uso
Os oligarcas são geralmente definidos como homens de negócios que têm influência direta tanto na política quanto na economia. Durante os anos 90, os oligarcas surgiram como empresários politicamente ligados que começaram do nada e enriqueceram através da participação no mercado por meio de conexões com o governo corrupto - mas democraticamente eleito - da Ucrânia durante a transição do estado para uma economia baseada no mercado. Mais tarde, numerosos empresários ucranianos "assumiram o controle" dos partidos políticos (exemplos disso são o Partido dos Verdes da Ucrânia, o Partido Trabalhista da Ucrânia e o Partido Social Democrata da Ucrânia (unido) ou iniciaram novos partidos para ganhar assentos e influência no Verkhovna Rada (parlamento ucraniano).
A ascensão dos oligarcas tem sido ligada aos processos de privatização dos bens do Estado. Esses processos geralmente envolviam a distribuição de títulos de propriedade de tais empreendimentos, terras e imóveis, em base igualitária a toda a população do país, através de instrumentos como cupons de privatização, certificados e cupons. Dadas as diferentes preferências das pessoas em relação à economia de risco, os títulos de propriedade eram facilmente re-vendidos. Os empresários que podiam fornecer um capital inicial de investimento para coletar tais títulos de propriedade podiam assim chegar facilmente à propriedade de propriedades inteiras de antigas propriedades públicas.
A influência dos oligarcas sobre o governo ucraniano é extrema. Em 2011, alguns analistas e políticos ucranianos acreditavam que alguns magnatas empresariais ucranianos, com "relações lucrativas" com a Rússia, estavam deliberadamente impedindo a integração da Ucrânia na União Européia.

## Lista de oligarcas por riqueza
No total, os 100 empresários mais ricos da Ucrânia controlam cerca de US$ 44,5 bilhões, segundo a Forbes,  o que representa 27% do PIB ucraniano em setembro de 2021.
Os 10 principais oligarcas ucranianos foram identificados como:
| Classificação | Oligarca                  | Valor           | Notas |
| ------------- | ------------------------- | --------------- | --- |
| 1             | Rinat Akhmetov            | US$ 7,6 bilhões | Geração e distribuição de energia, mineração de carvão e minério de ferro, metalurgia, indústria de mídia |
| 2             | Victor Pinchuk            | US$ 2,5 bilhões | Laminação de aço, indústria de mídia                                                                      |
| 3             | Kostyantyn Zhevago        | US$ 2,4 bilhões | Bancário, fabricação de veículos, mineração de minério de ferro                                           |
| 4             | Ihor Kolomoyskyi          | US$ 1,8 bilhão  | Bancário, petróleo bruto                                                                                  |
| 5             | Henadiy Boholyubov        | US$ 1,7 bilhão  | Bancário                                                                                                  |
| 6             | Oleksandr e Halyna Hereha | US$ 1,7 bilhão  | Varejo |
| 7             | Petro Poroshenko          | US$ 1,6 bilhão  | Fabricação de veículos, confeitaria                                                                       |
| 8             | Vadym Novynskyi           | US$ 1,4 bilhão  | Metalurgia, construção naval, Igreja Ortodoxa Russa                                                       |
| 9             | Oleksandr Yaroslavsky     | US$ 820 milhões | Imobiliário, metalurgia                                                                                   |
| 10            | Yuriy Kosiuk              | US$ 780 milhões | Agricultura, indústria alimentar                                                                          |

## Estudo de Chernenko
Um estudo econômico realizado por Demid Chernenko identificou 35 grupos oligárquicos com base em pontos de dados entre 2002-2016:
| Grupo Oligarca                         | Proprietários (membros)                                | Notas |
| -------------------------------------- | ------------------------------------------------------ | ----- |
| System Capital Management              | Rinat Akhmetov                                         |       |
| Smart Holding                          | Vadym Novynskyi, Andriy Klyamko                        |       |
| Energy Standard                        | Kostiantyn Hryhoryshyn                                 |       |
| Industrial Union of Donbas             | Serhiy Taruta, Oleh Mkrtchian, Vitaliy Haiduk          |       |
| Energo                                 | Viktor Nusenkis, Leonid Baisarov                       |       |
| Privat Group                           | Ihor Kolomoyskyi, Henadiy Boholyubov, Oleksiy Martynov |       |
| Group DF                               | Dmytro Firtash, Serhiy Lyovochkin, Yuriy Boyko         |       |
| Universal Investment Group             | Vitaliy Antonov                                        |       |
| Azovmash                               | Yuriy Ivanyushchenko, Arsen Ivanyushchenko             |       |
| Kernel                                 | Andriy Verevskyi                                       |       |
| Motor Sich                             | Vyacheslav Bohuslayev                                  |       |
| Ukrprominvest/Roshen                   | Petro Poroshenko, Yuriy Kosiuk, Oleksiy Vadaturskyi    |       |
| Nord                                   | Valentyn Landyk                                        |       |
| Finance and Credit                     | Kostyantyn Zhevago, Oleksiy Kucherenko                 |       |
| Astarta                                | Viktor Ivanchyk, Valeriy Korotkov                      |       |
| Dynamo                                 | Hryhoriy Surkis, Ihor Surkis, Viktor Medvedchuk        |       |
| Interpipe                              | Victor Pinchuk                                         |       |
| TAS                                    | Serhiy Tihipko                                         |       |
| Konti/APK-Invest                       | Borys Kolesnikov                                       |       |
| Obolon                                 | Oleksandr Slobodyan                                    |       |
| Ukrinterproduct                        | Oleksandr Leshchinskyi                                 |       |
| Stirol                                 | Mykola Yankovskyi                                      |       |
| Creativ Group                          | Stanislav Berezkin                                     |       |
| DCH (Development Construction Holding) | Oleksandr Yaroslavskyi                                 |       |
| AVK                                    | Volodymyr Avramenko, Valeriy Kravets                   |       |
| Concern AVEC                           | Oleksandr Feldman                                      |       |
| Aval                                   | Fedir Shpig                                            |       |
| Ukrsotsbank                            | Valeriy Khoroshkovskyi                                 |       |
| Pravex                                 | Leonid Chernovetskyi e sua família                     |       |
| Forum Group                            | Leonid Yurushev                                        |       |
| Uvercon                                | Eduard Prutnik                                         |       |
| Continuum                              | Ihor Yeremeyev, Serhiy Lahur, Stepan Ivakhiv           |       |
| EpiCentre K                            | Oleksandr Hereha, Halyna Hereha                        |       |
| Cascade Investment                     | Vitaliy Khomutynnik                                    |       |
| Naftohazvydobuvannia                   | Nestor Shufrych, Mykola Rudkovskyi                     |       |